# Rodrigo Cariaga
Rodrigo Martín Cariaga (nacido el 15 de diciembre de 1981) es un exfutbolista argentino jugaba como   mediocampista.

## Trayectoria
Cariaga comenzó su carrera en el Juventud Antoniana de la segunda división argentina, donde jugó 2 partidos ligueros y marcó 0 goles. En 2003 fichó por el Atlético Veragüense de Panamá. En 2004, Cariaga fichó por el club argentino General Paz Juniors de tercera división, donde disputó 24 partidos ligueros y marcó 0 goles. En 2005 fichó por el Sportivo Belgrano de la cuarta división argentina.En 2008, Cariaga fichó por el equipo maltés Tarxien Rainbows . 

## Vida personal
Es hijo del exfutbolista Mario Cariaga.

## Clubes
| Club                | País      | Año         |
| ------------------- | --------- | ----------- |
| CJ Antoniana        | Argentina | 2002 - 2003 |
| Atlético Veragüense | Panamá    | 2003        |
| General Paz Juniors | Argentina | 2004        |
| CS Belgrano         | Argentina | 2005 - 2006 |
| CA Patronato        | Argentina | 2006        |
| CA Juventud Alianza | Argentina | 2007        |
| Atlético Policial   | Argentina | 2007 - 2008 |
| Tarxien Rainbows    | Malta     | 2008 - 2009 |
| Ghajnsielem FC      | Malta     | 2009 - 2010 |

## enlaces externos
- Ficha oficial de Rodrigo Cariaga en Transfermarkt
- Ficha oficial de Rodrigo Cariaga en Footballdatabase
- Ficha de Rodrigo Cariaga en BDFA

- Datos: Q105332805